# North Shropshire
North Shropshire var ett distrikt i grevskapet Shropshire i England. Distriktet har 57 108 invånare (2001). Det blev 2009 en del av kommunen Shropshire.

## Civil parishes
- Adderley, Baschurch, Cheswardine, Child's Ercall, Clive, Cockshutt, Ellesmere Rural, Ellesmere Urban, Grinshill, Hadnall, Hinstock, Hodnet, Hordley, Ightfield, Loppington, Market Drayton, Moreton Corbet and Lee Brockhurst, Moreton Say, Myddle and Broughton, Norton in Hales, Petton, Prees, Shawbury, Stanton upon Hine Heath, Stoke upon Tern, Sutton upon Tern, Welshampton and Lyneal, Wem Rural, Wem Urban, Weston-under-Redcastle, Whitchurch Rural, Whitchurch Urban, Whixall och Woore.[2]